# 800 هـ
800 هـ هي سنة في التقويم الهجري امتدت مقابلةً في التقويم الميلادي بين سنتي 1397 و1398.

## مواليد
- أحمد بن عبد الله الزواوي

## وفيات
- أبو عامر عبد الله بن أحمد